# Prelaz Maloja
Prelaz Maloja (Italijansko: Passo del Maloja, Nemško: Malojapass) (1815 mnm) 
je visokogorski prelaz v Švicarskih Alpah v kantonu Graubünden, ki povezuje Engadin z Val Bregaglia, še v Švici in Chiavenna v Italiji
Označuje ločnico med porečjem Donava in Po. Lägh da Bitabergh je v bližini prelaza.
Cesta od Chiavenna do Silvaplana z razdaljami in višino:
- 0 km Chiavenna  333 m
- 10 km Castasegna (Italijansko-Švicarska meja) 696 m
- 13 km Promontogno  802 m
- 16 km Stampa  994 m
- 18 km Borgonovo 1029 m
- 19 km Vicosoprano 1065 m
- 27 km Casaccia 1458 m
- 32 km Maloja Pass 1815 m
- 33 km Maloja 1809 m
- 40 km Sils im Engadin/Segl 1798 m
- 44 km Silvaplana 1802 m

Prelaz Maloja je odprt pozimi. Po močnem sneženju pa je cesta lahko zaprta za nekaj ur ali cel dan. Tudi če je cesta odprta, je lahko pokrita s snegom, zaradi česar so snežne/zimske gume ali verige nujne.